# Organisation internationale des transports à câbles
 (septembre 2013).
L'Organisation internationale des transports à câbles est une association professionnelle fondée à Milan en 1959. Le sigle OITAF est l'abréviation italienne de Organizzazione Internazionale Trasporti A Fune. Elle comprend des membres de plus de trente pays du monde entier

## Composition des membres de l'association
- les exploitants et entreprises de téléphérique
- les fabricants des installations de transport par câble
- les autorités de surveillance
- institutions qui exercent des activités de développement et de recherche dans le domaine des transports à câbles comme des universités et des laboratoires

## Buts de l'OITAF
- promouvoir le développement et les progrès des transports à câbles
- promouvoir les études et les essais au service du développement et du progrès des transports à câbles
- promouvoir l’harmonisation des prescriptions juridiques nationales dans le domaine des transports à câbles
- élaborer des directives internationales uniformes pour la planification, la construction, l’exploitation, la maintenance et le contrôle des transports à câbles, ainsi que l’établissement des recommandations correspondantes
- réalisation de congrès international des transports à câbles (tous les 6 ans).